# Parque nacional de Vodlozero
La reserva natural y parque nacional de Vodlozero en la República de Carelia, designado como parque nacional por el gobierno de Rusia, se extiende por alrededor de 5.800 km², incluyendo 6.000 km² de taiga humedal no perturbado por el hombre, y es el segundo parque nacional por tamaño de Europa, sólo superado por el parque nacional Yugyd Va. La principal atracción es el lago Vodlozero. En 1996 fue considerada su inclusión en el Patrimonio mundial pero no fue nombrado. La razón del rechazo fue que no se trata de un sitio "natural". Actualmente, se está sometiendo de nuevo bajo otro criterio, el de "paisaje cultural."